# Øyvind Leonhardsen
Øyvind Leonhardsen (Kristiansund, 17 de agosto de 1970) é um ex-futebolista norueguês que atuava como meia.

## Carreira em clubes
Revelado pelo Clausenengen, Leonhardsen jogou também por Molde e Rosenborg antes de se mudar para o Wimbledon em 1994. Ainda teve passagens por Liverpool, Tottenham Hotspur e Aston Villa, tendo atuado em 188 jogos da Premier League e marcando 30 gols.
Voltou à Noruega em 2004 para defender o Lyn, onde permaneceu até 2005. Encerrou a carreira no Strømsgodset, em 2007, aos 37 anos.

## Carreira internacional
Pela Seleção Norueguesa, disputou as Copas do Mundo de 1994 e 1998. Em 13 anos de carreira internacional, o meio-campista jogou 86 partidas e marcou 19 gols.

## Pós-aposentadoria
Após deixar os gramados, Leonhardsen voltou ao Lyn para comandar as categorias de base da equipe, função exercida também no  Stabæk entre 2012 e 2017.
Seu último trabalho foi como auxiliar-técnico do Mjøndalen, entre 2018 e 2021.

## Títulos
Rosenborg
- Eliteserien: 1992, 1993, 1994
- Copa da Noruega: 1992

Stromsgodset
- Campeonato Norueguês da Segunda Divisão: 2006